# Vasco a San Siro
Vasco a San Siro è un singolo del rapper italiano Danti, pubblicato il 2 settembre 2022.

## Descrizione
Il singolo ha visto la collaborazione della cantautrice italiana Nina Zilli.

## Video musicale
Il video, diretto da Mauro Russo, è stato pubblicato il 21 settembre 2022 attraverso il canale YouTube del rapper.

## Tracce
1. Vasco a San Siro – 2:35